# Acts of Violence (film 2018)
Acts of Violence è un film del 2018 diretto da Brett Donowho, con protagonisti Bruce Willis e Cole Hauser.

## Trama
Roman MacGregor ed i suoi due fratelli, ex militari, partono per rintracciare e salvare la sua fidanzata, rapita da trafficanti di esseri umani. I fratelli MacGregor si uniscono a James Avery, un poliziotto che indaga sulla tratta di esseri umani e combatte la burocrazia corrotta.

## Distribuzione
Il film è stato distribuito in un numero di sale limitato e on demand negli Stati Uniti il 12 gennaio 2018.